# Glycine
- Commons
- Wikispecies

Glycine é um género botânico pertencente à família Fabaceae. A soja está presente neste gênero.

## Classificação do gênero
| Sistema | Classificação                      | Referência               |
| ------- | ---------------------------------- | ------------------------ |
| Linné   | Classe Diadelphia, ordem Decandria | Species plantarum (1753) |

## Espécies do gênero
- Glycine arenaria Tindale
- Glycine argyrea Tindale
- Glycine canescens F.J.Herm.
- Glycine clandestina Wendl.
- Glycine curvata Tindale
- Glycine cyrtoloba Tindale
- Glycine falcata Benth.
- Glycine latifolia (Benth.) C.A.Newell & Hymowitz
- Glycine latrobeana (Meissner) Benth.
- Glycine microphylla Tindale
- Glycine pindanica Tindale & Craven
- Glycine priceana (B.L. Rob.) Britton
- Glycine tabacina (Labill.) Benth.
- Glycine tomentella Hayata